# Petit-Fayt
Petit-Fayt é uma comuna francesa na região administrativa de Altos da França, no departamento do Norte. Estende-se por uma área de 8.16 km². Em 2010 a comuna tinha 313 habitantes (densidade: 38,4 hab./km²).